# جامع الخشاش (اللاذقية)
جامع الخشاش بناه علاء الدين الخشاش المعري الطرابلسي عام 887 هجرية 1484 ميلادية ويقع الجامع في منتصف حي الصليبة في مدينة اللاذقية.
وهو مسجد صغير بُني في العهد المملوكي 807 هـ / 1404 – 1405 م.
تحفل واجهاته الأربع بزخارف حجرية لنجوم رباعية الأضلاع.
هدم قسم من المسجد من جهاته الغربية والجنوبية 1939 م، عندما قامت بلدية اللاذقية بشق شارع أبي العلاء المعري الممتد من القوس المربع الكبير قوس النصر باتجاه البحر.
كان به كتاب لتعليم وتحفيظ القرآن الكريم؛ هجر المسجد وأغلق في السبعينات، وأعيد ترميمه وافتتاحه 1426 هـ / 2005 م.
الجامع مربع الشكل وقد شهد موقعه في العام 2005 ميلادية أعمال ترميم وتأهيل مهمة بهدف إحياء الموقع وإظهاره.